# De Zeepziederij

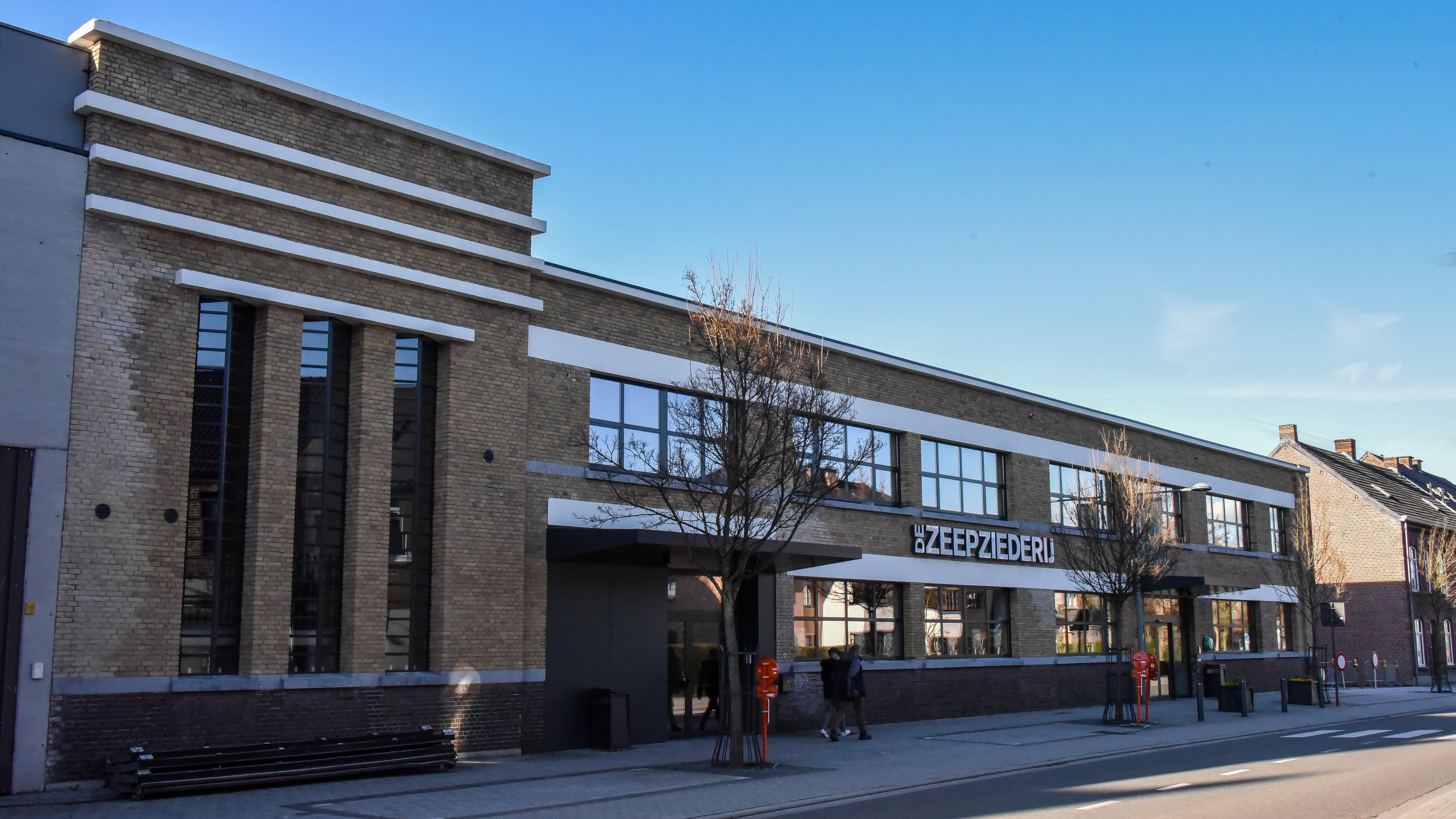
De Zeepziederij

De Zeepziederij is het cultuurhuis van Bree, gelegen te Malta 11. Het stond eerder bekend als Cultuurcentrum De Breughel, maar veranderde in 2019 van naam na een verhuizing naar een nieuwe locatie. Voor de nieuwe naam werd inspiratie gevonden in de geschiedenis van het gebouw.
In totaal zijn er in de nieuwe zaal 363 plaatsen, maar het zaalplan kan aangepast worden naargelang de noden van de voorstelling. Verder blijft Cultuurhuis De Zeepziederij haar vaste abonnementsformules aanbieden, zoals de Humorfabriek, de Zeepmeerminnen, Mozart Enzo, Folk U!, of Geallieerden & Bevrijden. Hieruit blijkt dat ze nog steeds inzetten op zowel voorstellingen voor een breed publiek, als op voorstellingen voor het nichepubliek dat komt voor folk- of rootsmuziek. Het cultuurhuis zegt een cultuurthuis te willen zijn voor iedereen.  

## Geschiedenis

### De Breughel
De eerste steen van het Breughel-verhaal werd gelegd op 8 februari 1932. Een paar maanden later, op 28 augustus 1932, werd de zaal geopend met een feestelijke toespraak, gevolgd door een avondvullend programma met drie films. Daarmee werd al onmiddellijk duidelijk dat het gebouw niet alleen dienst deed als theater, maar ook als cinemazaal. Tijdens de oorlogsjaren was het aantal optredens beperkt en vielen ook de filmactiviteiten gedeeltelijk stil. Een paar jaar later, in 1955, werd een nieuwe raad van beheer van S.V. Breughel verkozen. Zij vervangen al snel de oude projectoren door nieuwe apparaten: voor het eerst kan men gebruik maken van cinemascope.
In 1961 beslist S.V. Breughel via een buitengewone algemene vergadering om de samenwerkende vennootschap ‘Breughel’ te verlengen voor 30 jaar. De 76 aandeelhouders zien nog toekomst in de zaal en haar activiteiten en stemmen positief. De zaal wordt niet alleen gebruikt voor toneel of het vertonen van films, ze wordt ook verhuurd voor radio-avonden, trekkingen van een loterij, modeshows… Tot het ministerie van Arbeid en Tewerkstelling in 1969 een inspectie uitvoert en vaststelt dat de zaal niet meer aan de geldende veiligheidsnormen voldoet. Het aantal zitplaatsen moest minderen en de zaal sluit een tijdje. Dit alles zorgt ervoor dat de ticketverkoop sterk afneemt en de zaal tegen 1976 alleen nog maar verlies maakt. In oktober 1978 werd de laatste film in De Breughel gedraaid: Jezus van Nazareth.
Het daaropvolgende jaar vergaderen de aandeelhouders opnieuw over de toekomst van de Breughelzaal. Ze besluiten om de onderhandelingen aan te knopen met stad Bree, met succes. Vanaf 1 januari 1981 is de Breughelzaal eigendom van de stad Bree. Later dat jaar wordt ook de Samenwerkende Vennootschap Breughel ontbonden.
Na de aankoop van de Breughel besliste het stadsbestuur om een aantal ingrijpende werken te starten. In 1983 gaat de zaal kort terug open, maar in 1985 en 1986 gebeuren nog een aantal belangrijke verbouwingen. Op 19 september 1986 is het dan zover: De Breughel opent opnieuw haar deuren voor alle cultuurliefhebbers. Dit zal zo blijven tot 2019, wanneer ze van naam en locatie verandert.

### De Zeepziederij
In 1842 vestigde zich op de Zeepziederij-site de ‘Firma Janssens’ (onder andere met ‘Houtzagerij Janssens’). Pieter August Janssens diende in 1842 een aanvraag in bij de koning voor het opstarten van een zeep- en zoutziederij. Nadat hij de toestemming kreeg, begon de heer Janssens met de bouw van zijn firma.
In deze periode van industrialisering vestigden verschillende bedrijven zich in Bree. Onder andere een stoomdestilleerderij en azijnmakerij in de Kloosterstraat, terwijl de Gerdingerpoort haar pijpenbedrijf had. Grote troef voor de Breese industrie: het goed bevaarbare kanaal, de Zuid-Willemsvaart. Bulkgoederen konden makkelijk aangeleverd worden. Het inwonersaantal van Bree groeide exponentieel, er waren arbeidskrachten genoeg.
August was een goede econoom en speelde in op vraag en aanbod. De hoogconjunctuur van de Breese economie zorgde ervoor dat het assortiment aanzienlijk werd uitgebreid. Belangrijkst binnen het assortiment waren koffie en tabak, maar het aanbod breidde al snel uit met meer koloniale waren (levensmiddelen afkomstig uit de voormalige koloniën, zoals specerijen, rietsuiker en thee). De firma werd steeds succesvoller en mocht zich – door de grote vraag naar haar producten – hofleverancier noemen.
In 1878 veranderde de naam naar ‘Firma Janssens-Wadeleux’. Het assortiment breidde wederom uit met meer koloniale waren: gedroogd fruit, kleurstoffen (specialiteit: ultramarijn blauw en blauwsel), gedroogde en gezouten vis, azijn, raapolie, machineolie, wagensmeer, lucifers en petroleum.
Om transport over verre afstanden zo efficiënt mogelijk te laten verlopen, slaagde August Janssens er in om zijn firma aan te sluiten op de tramlijn. Het tijdperk van bevoorrading van verschillende buurtwinkels van het concern Centra trad in.
In 1925 nam zoon Edouard Janssens (woonachtig in het kasteel van Opitter) het roer over. Onder zijn leiding fuseerde de firma een jaar later met ‘Firma Gilissen-Maris’ uit Hasselt en onderging het ditmaal een naamsverandering naar ‘Firma Koloniale Waren Janssens & Gilissen’. Vanaf dan bestaat de firma uit twee vestingen: één in Bree en één in Hasselt (Koningin Astridlaan - momenteel thuisbasis van Kunstencentrum België).
De in modernistische stijl opgetrokken gebouwen werden in 1931 gebouwd als magazijncomplex van de Firma Janssens-Gilissen.
Tijdens de oorlogsjaren hadden alle bedrijven in Bree het moeilijk. De Duitse bezetting maakte het leven moeilijk. De ligging tegen de grens en langs het kanaal verloor zijn troef en zorgde voor een isolement. Een isolement dat nefast bleek voor de Breese economie. De import werd bemoeilijkt en de industrie viel stil.
Meningsverschillen in 1969 deden de samenwerking tussen Janssens-Wadeleux en Gilissen-Maris strandden. De naam bleef echter behouden. In de jaren 1970 gaf de opkomst van de grootwarenhuizen en supermarktketens de buurtwinkels de doodsteek. De ‘Firma Koloniale Waren’ had een conservatieve ingesteldheid en bleef halsstarrig geloven in de traditie en het concept van de kleine buurtwinkel en evolueerde niet mee. Resultaat: in 1975 sloot de winkel de deuren.
In 1977 vestigde het Technisch Instituut Sint Michiel (TISM) zijn machinehallen in de voormalige magazijnen, om de fakkel in 2019 – na heropwaardering van het gebouw – over te dragen aan Cultuurhuis De Zeepziederij.